# Milichiella vidua
Milichiella vidua är en tvåvingeart som beskrevs av Theodor Becker 1907.
Milichiella vidua ingår i släktet Milichiella och familjen sprickflugor. Artens utbredningsområde är Peru. Inga underarter finns listade i Catalogue of Life.